# Șantiere naționale ale tineretului

Centura București, unul dintre șantierele naționale ale tineretului din Republica Populară Română.

Șantierele naționale ale tineretului au fost seria de șantiere deschise în timpul Războiului Rece în Republica Populară Română, Republica Socialistă Federativă Iugoslavia și Republica Populară Bulgaria de către autoritățile comuniste cu scopul de a-i integra pe tineri în societatea comunistă. 
Prezența în cadrul acestor șantiere nu era una obligatorie, dar era una puternic promovată. Adesea tinerii veneau la muncă din romantism sau pentru a-și îmbunătăți dosarul „murdar” (în cazul în care erau fii de chiaburi, preoți etc). 
Adesea șantierele erau modalități de practică și primeau voluntari și din străinătate. În România, în perioada 1946-1947 au fost înființate brigăzi ale tineretului ce au participat voluntar la șantierele naționale din Bulgaria.